# Човекът слон
„Човекът слон“ (на английски: The Elephant Man) е американски драматичен филм от 1980 година, режисиран от Дейвид Линч. Сюжетът е базиран на биографията на Джоузеф Мерик, човек с тежки физически увреждания, живял в Англия в края на 19 век. Главните роли се изпълняват от Антъни Хопкинс, Джон Хърт, Ан Банкрофт, Джон Гилгуд и Уенди Хилър. Филмът постига голям успех сред критиката и публиката и е номиниран за осем награди Оскар, включително за най-добър филм.